# III. Jazíd omajjád kalifa
Jazíd ibn al-Valíd, azaz III. Jazíd (arab betűkkel يزيد بن الوليد – Yazīd ibn al-Walīd; Damaszkusz, 701 – 744. október 3./4.) volt a szunnita iszlám tizenhatodik kalifája (uralkodott 744. április 16-ától haláláig), egyben a 750-ig uralkodó Omajjád-dinasztia ún. Marvánida ágának kilencedik tagja. Rövid regnálása alatt folytatódott az dinasztia bukásához vezető belharc.

## Kalifátusa
I. al-Valíd kalifa és III. Jazdagird perzsa nagykirály egyik unokájának fia unokatestvérét, II. al-Valídot követte a trónon. A tudósítások szerint nyíltan bírálta kicsapongó és véreskezű rokonát, később pedig az elégedetlenség élére állt. Miután Szulajmán ibn Hisám meggyilkolta II. al-Valídot, Jazíd lett a kalifa. Ez újabb családon belüli lázadásokhoz vezetett: Palesztinában 80 000-es sereggel sikerült csak leverni a lázongó rokonságot. Ezt követően Marván ibn Muhammad, Örményország és Azerbajdzsán kormányzója, Jazíd a család egységének fontosságát kezdettől fogva hangsúlyozó nagybátyja lépett fel trónigénnyel, ám hamarosan hűséget esküdött unokaöccsének – igaz, ennek fejében tartományai mellé Moszul és Mezopotámia igazgatása is a kezébe került.
Irak élére a leváltott Júszuf ibn Umar helyére a népszerű és közmegbecsülésnek örvendő II. Omár kalifa fiát, Abdalláh ibn Umart nevezték ki hogy vele próbálják meg konszolidálni a helyzetet. Horászánban a központi tartományok lázongása ellenére Naszr ibn asz-Szajjár igyekezett fegyelmet tartani, ám a kiújuló törzsi villongások ellen nem sokat tehetett. A kormányzat ellen felkelő kalbiták élére al-Kirmáni, az Azd törzs feje állt, és egy régi szereplő is visszatért a színtérre: al-Hárisz ibn Szurajdzs, a hajdani háridzsita lázadó, később a törökök kagánjához pártolt áruló. Szorult helyzetében Jazíd megbocsátott a kalandornak, így az Ibn asz-Szajjár támogatója lett.
III. Jazíd rövid, látványos bomlástünetekkel végigkísért uralkodása fiatalon bekövetkezett halálával ért véget. Utódja Ibráhím nevű fivére lett, azonban az ő regnálása csak rövid és jelentéktelen intermezzót jelentett Marván hatalomra kerülése előtt.

## Külső hivatkozások
- The Cambridge History of Islam, I/A kötet. Szerk.: P. M. Holt, Ann K. S. Lambton, Bernard Lewis.
- Lapidus, Ira M.: A History of Islamic societies. Cambridge University Press, 1988.
- Cahen, Claude: Az iszlám a kezdetektől az oszmán birodalom létrejöttéig. Budapest, Gondolat, 1989.